# Araziel
Araziel, también conocido como Arazjal, Araxiel, Arazyael, Arazyal, Asaradel, Atriel, Esdreel, Sahariel, Samuil, Sariel o Seriel, cuyo significado es «Luz de Dios», en demonología es un ángel caído que mantuvo relaciones sexuales con mujeres terrenales. Castigado por Dios, fue condenado a caminar entre los mortales. Se cree que debido a sus actos sexuales desobedeció a Dios, además es conocido por enseñar la práctica de magia y brujería.
También se dice que juró lealtad a Semyazza, Jefe de los ángeles caídos.